# Олений Дол (заказник)
Заказник «Олений дол» — государственный заказник регионального значения (площадь 68,4 тыс. га), расположен на юге полуострова Камчатка на территории Усть-Большерецкого района. Образован в 1995 г. Территория заказника включает в себя водораздельное плато в истоках рек Толмачёва, Карымчина, Опала, северная граница примыкает к Толмачёвскому водохранилищу.
Создавался с целью сохранения мест зимней концентрации стада южно-камчатской популяции дикого северного оленя.
На территории заказника находится памятник природы — Верхнее-Опальские минеральные источники. Граница природного парка «Кальдера вулкана Горелый» примыкает к границе заказника. На территории заказника запрещается охота на северного оленя и черношапочного сурка, геологоразведочные изыскания, устройство полевых баз, складов ГСМ, движение механизированного транспорта, пролёт самолётов и вертолётов в зимний период на высоте менее 300 метров над поверхностью земли, за исключением авиаучетных и обследовательских работ.
Дикие северные олени наблюдались на территории заказника в конце 1990-х годов и с тех пор больше не встречались. В районе озера Толмачёво и Верхних Опалинских источников наблюдается круглогодичное массовое движение транспорта (летом джипы и квадроциклы, зимой — снегоходы)
Разрешается нормированная промысловая охота на зимние виды пушных зверей, посещение организованными туристическими группами по специальному разрешению.
Растительность представлена берёзовыми лесами, имеются заросли ольхового и кедрового стланика, а также ягодники, ягельники. Обширные участки покрыты горными тундрами.